# Kościół św. Gertrudy w Darłowie

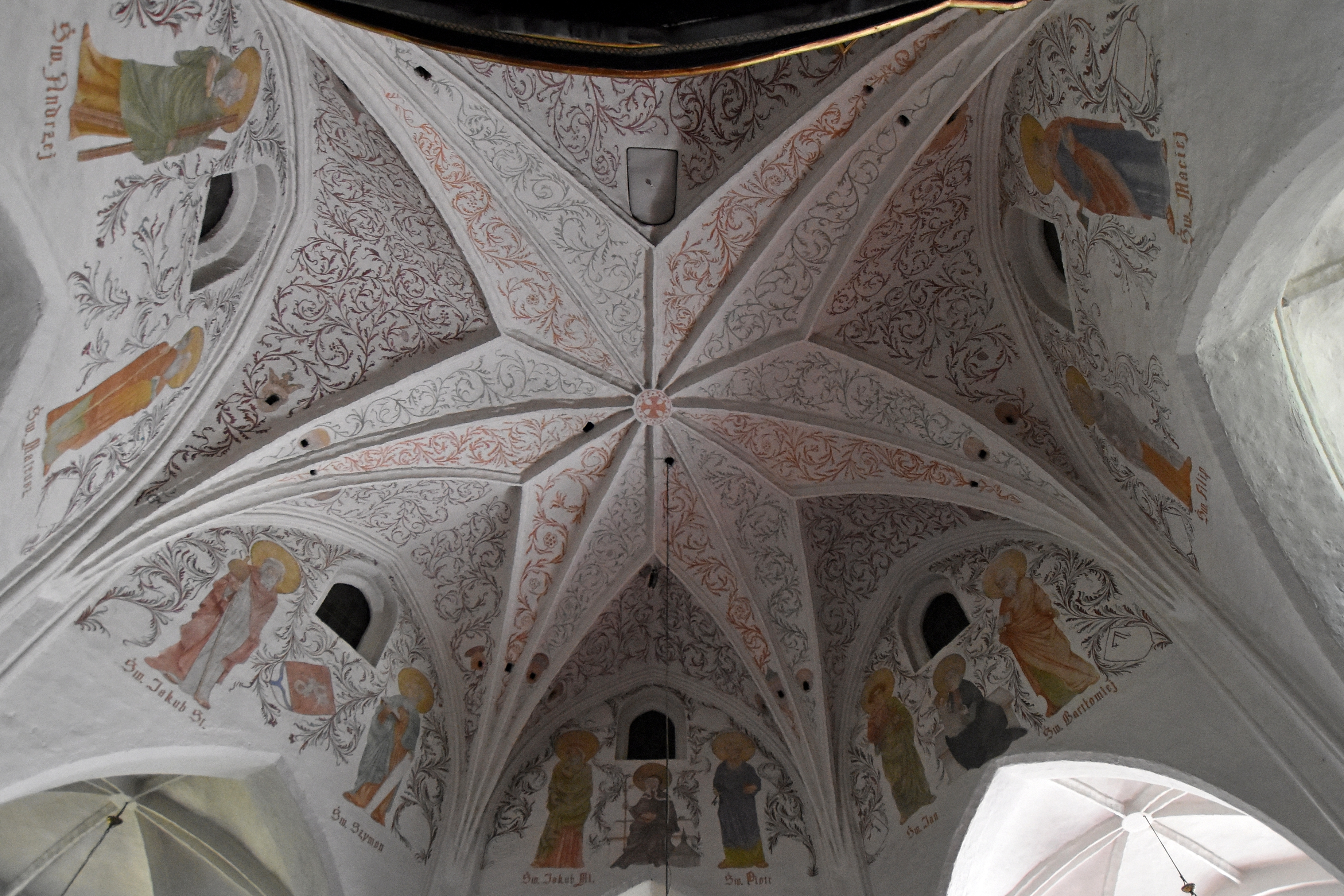
Gwieździste sklepienie

Kościół św. Gertrudy – kościół rzymskokatolicki w Darłowie, położony na północ od Bramy Kamiennej, na dawnym Przedmieściu Słupskim, wewnątrz czynnego do dziś cmentarza.

## Historia
Dzisiejszy kościół św. Gertrudy pierwotnie służył jako kaplica cmentarna. Budowla ceglana, obecnie znów nie jest otynkowana, jest kościołem parafialnym parafii św. Gertrudy. W dolnej części, której ślady istnienia zostały prawie w całości zatarte, umieszczano ekshumowane szczątki zmarłych.

### Fundacja
Ponieważ nie zachowały się żadne dokumenty dotyczące dziejów świątyni (uległy zniszczeniu w czasie pożaru Darłowa w 1722), nie jest znany dokładny czas jej budowy, ani fundator kaplicy. Wielu badaczy i historyków przypisywało budowę kaplicy Erykowi Pomorskiemu, władcy darłowskiego zamku, łącząc ten fakt z jego pielgrzymką do Ziemi Świętej (w 1424 roku). Jednak współcześni historycy nie są zgodni w tej kwestii. Według Franza Kuglera kościół został wybudowany w latach 1450–1460, Ludwik Böttger opowiada się za II połową XIV wieku, natomiast Karl Rosenow stawia na II połowę XV wieku i według niego architektura kaplicy wskazuje na wpływy nordyckie.
Zdaniem polskiego historyka sztuki Jerzego Łozińskiego kaplica św. Gertrudy pochodzi z I połowy XV wieku. Z kolei w pracy z 1961 roku, napisanej w związku z przeprowadzanymi na terenie kaplicy darłowskiej pracami konserwatorskimi, Iwona Strzelecka podaje, że formy budowlane świątyni mogą wskazywać na wpływy skandynawskie. Jak dowodzi Andrzej Grzybkowski wzorcem dla darłowskiej budowli nie mogła być ani Skandynawia, ani świątynie Niżu Nadbałtyckiego. Inspiracji mogła dostarczyć jednakże wczesnogotycka architektura angielskich zakonów rycerskich.
Hanna Faryna-Paszkiewicz, Małgorzata Omilanowska i Robert Pasieczny w "Atlasie zabytków architektury w Polsce" z 2001, datują kaplicę św. Gertrudy na 2. ćwierć XIV wieku lub na I połowę XV wieku. Natomiast Andrzej Grzybkowski na podstawie cech stylowych stawia na II ćwierć, lub połowę XIV wieku i przypuszcza, że fundatorem kaplicy darłowskiej mogła być rada miejska.

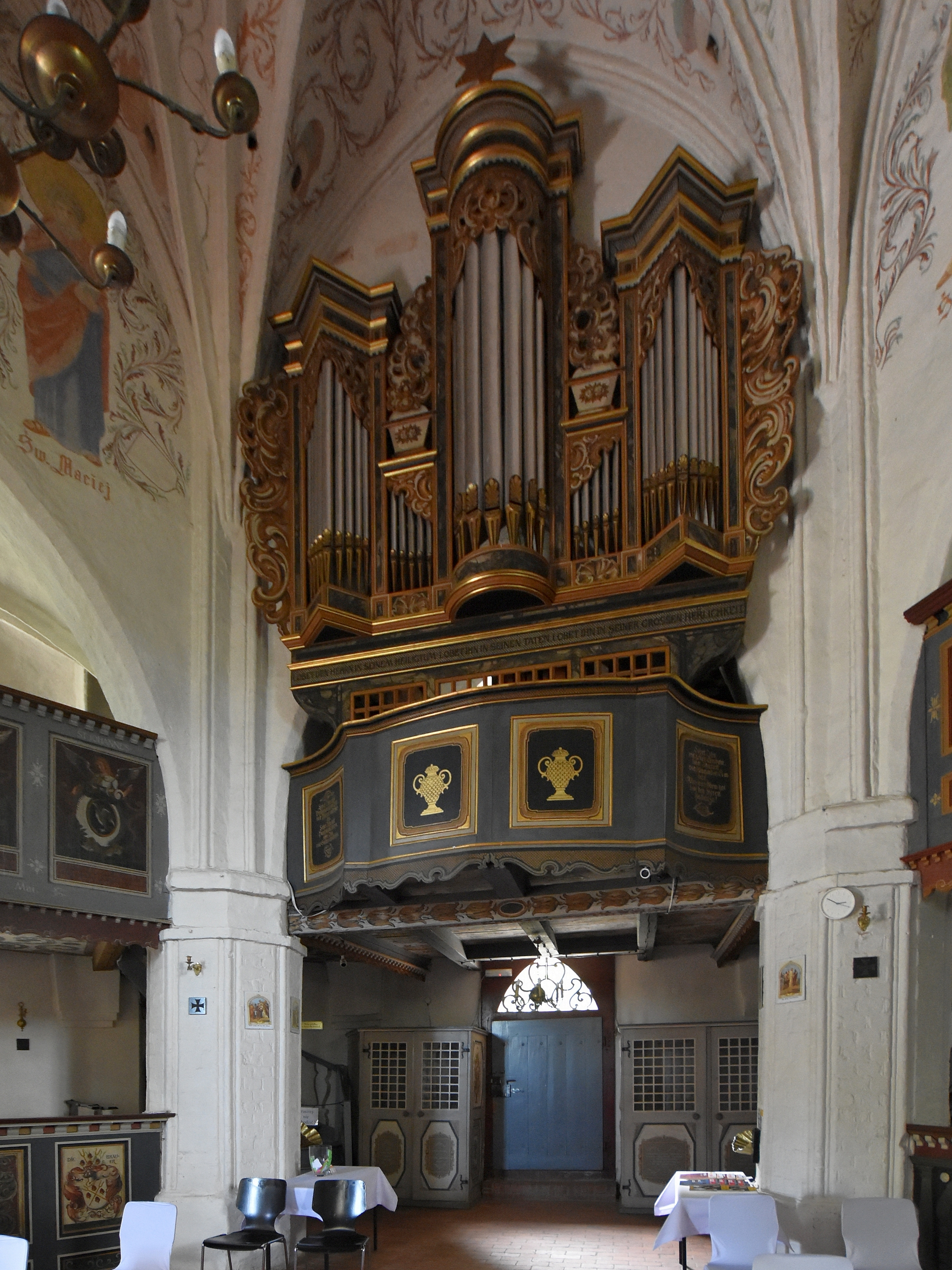
Prospekt organowy

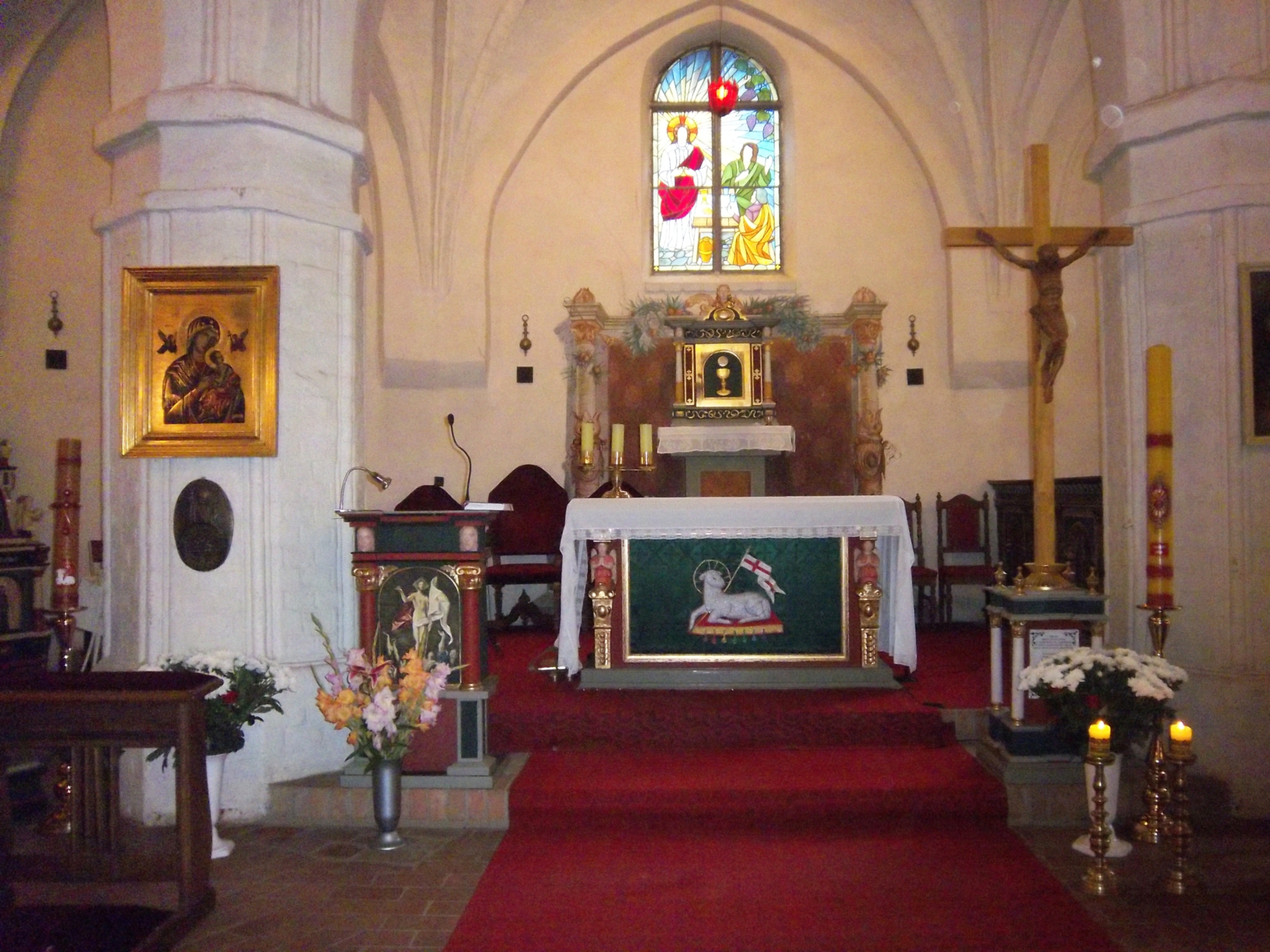
Wnętrze świątyni - ołtarz

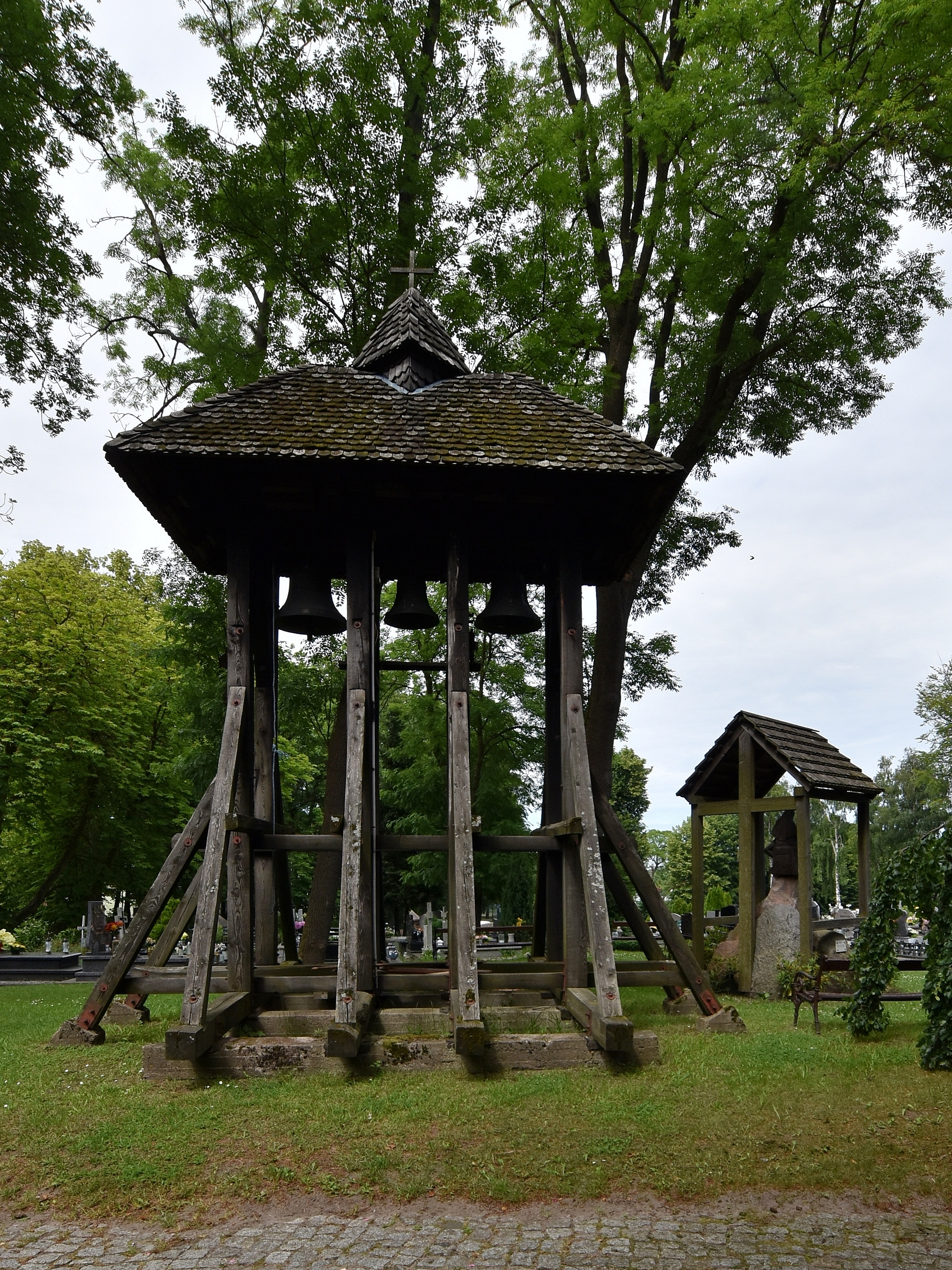
Dzwonnica

### Wzmiankowanie
Najstarsza zachowana wzmianka źródłowa o świątyni pochodzi z 1497 roku, wtedy to Darłowo nawiedziło najprawdopodobniej tsunami nazwane współcześnie „Niedźwiedziem Morskim”. Gigantyczna fala całkowicie zniszczyła port w Darłówku, a trzy zacumowane tam statki wyrzuciła na ląd. Jeden z nich znalazł się wówczas na wzgórzu Kopa w pobliżu dzisiejszej świątyni. Jak głosi jedna z legend, to na pokładzie tego statku znajdowała się księżniczka Gertruda, która w obliczu niebezpieczeństwa modliła się i przyrzekała, że jeśli zostanie uratowana to w miejscu w którym wyląduje, w podzięce za szczęśliwe dotarcie do lądu ufunduje kaplicę.
Następna wzmianka pochodzi z wizytacji księcia Barnima XI w 1539 roku. Górna część kaplicy św. Gertrudy widoczna jest również na panoramie miasta z mapy Lubinusa z 1618 roku. Kolejne zapiski dotyczą m.in.: pożaru, remontów i wyposażenia świątyni oraz kilka informacji na temat administracji dochodów: dane dotyczące przychodów kasowych, z takich tytułów jak opłaty za miejsca cmentarne, dzierżawę ławek i jałmużnę.

### Po II wojnie światowej
Po II wojnie światowej w kaplicy odprawiano pierwsze msze św. dla pierwszych osadników. Po utworzeniu parafii w pobliskim kościele Matki Bożej Częstochowskiej kaplica popadała w ruinę. W latach 60. XX wieku przeprowadzono gruntowny remont i budowla zaczęła pełnić funkcję kaplicy cmentarnej.
26 lipca 1990 erygowano parafię pw. św. Gertrudy, w tym też roku rozpoczęto remont budynku, w trakcie którego dokonano odkrycia polichromii figuralnych: Madonny na tronie, klęczącej postaci i wici roślinnej. Od tego momentu zabytkową kaplicę cmentarną określa się mianem kościoła.

## Architektura kaplicy
Budynek jest kaplicą centralną, niemal rotundą, powstał na planie sześcioboku, otoczony od zewnątrz dwunastobocznym, niższym obejściem, o bokach na przemian dłuższych i krótszych. Świątynia jest murowana z cegły, oszkarpowana i otynkowana. Postawiona na fundamencie z nieregularnego kamienia.
Na zewnątrz budowla jest przykryta namiotowym, dwunastobocznym dachem krytym gontem dębowym. W centralnej części dachu umieszczono ośmioboczną wieżyczkę w kształcie iglicy krytą wielobocznym dachem.
Pierwotne wnętrze świątyni oświetlały okna znajdujące się w centralnym sześcioboku (obecnie zamurowane) i okna na ścianach dwunastobocznego obejścia, których formę z czasem zmieniono.
Wnętrze w centralnej części nakrywa gwiaździste sklepienie w postaci sześcioramiennej gwiazdy z wysmukłymi ramionami. Obejście przykryte zostało sześciodzielnym sklepieniem krzyżowo-żebrowym składającym się z sześciu prostokątów sklepiennych, o krótszych bokach załamanych do wewnątrz i sześciu pięcioboków znajdujących się pomiędzy prostokątami, opartych jednym z wierzchołków o filar. Boki zewnętrzne dwunastoboku przebiegają naprzemiennie: bok dłuższy, bok krótszy, itd.

## Wyposażenie
Wewnątrz budowli zachowały się m.in.: drewniane empory z XVII i XVIII wieku z bogatą dekoracją oraz ławy pokryte malowidłami. Naprzeciwko ołtarza głównego znajduje się neobarokowy prosepkt organowy z organami ufundowanymi w 1860 roku przez Eduarda Hemptenmachera. W 1961 roku za ołtarzem odsłonięto polichromię ścienną z przełomu XIX i XX wieku: kolumny, pilastry z fakturą, która imituje marmur, z wijącymi się w górnej części girlandami. W 1990 roku dokonano odkrycia polichromii figuralnych: Madonny na tronie oraz klęczącej postaci i wici roślinnej.